# جائزة الأمن في الصوت
جائزة الأمن في الصوت هي جائزة للصحة والسلامة المهنية جرى إنشاؤها في عام 2007 من خلال شراكة بين المعهد الوطني للسلامة والصحة المهنية والجمعية الوطنية للحفاظ على اَلسَّمْع. في عام 2018، مُددت الشراكة لتشمل مجلس الاعتماد في الحفاظ على اَلسَّمْع المهني.
تُمنح هذه الجائزة للمنظمات التي تظهر إنجازات قابلة للقياس فيما يتعلق بالسيطرة على الضوضاء والوقاية من فقدان السمع في مكان العمل. فقدان اَلسَّمْع الناجم عن الضوضاء هو مرض منتشر مرتبط بالعمل وتظهر دراسات الحالة أنه يمكن تحقيق تخفيضات كبيرة في مستويات الضوضاء في مكان العمل. هناك أدلة منخفضة الجودة لإظهار أن تنفيذ تشريعات أكثر صرامة يمكن أن يقلل من مستويات الضوضاء في أماكن العمل وأدلة معتدلة الجودة على أن التدريب على الإدخال الصحيح لسدادات الأذن يقلل بشكل كبير من التعرض للضوضاء ولكن الدراسات المضبوطة ودراسات المتابعة طويلة الأجل غير متوفرة.
تنشر هذه الجائزة معلومات عن الممارسات الفعالة في سبيل مجتمع أوسع للسلامة والصحة المهنية لِتشجيع تبني الوقاية من فقدان السمع القائمة على الأدلة. يجب أن يُدمج الفائز، الذي جرى اختياره من قبل لجنة من الخبراء، أدلة على الفعالية والمعايير المألوفة للوقاية من فقدان اَلسَّمْع. يركز هذا الجهد على تَوْثِيق وإبراز التدخلات الفعالة للوقاية من الآثار السلبية للتعرض للضوضاء لا الامتثال التنظيمي.
قدمت الجائزة مع نقش اسم الفائز. يحصل الفائزون أيضًا على الدعم لحضور المؤتمر السنوي للحفاظ على اَلسَّمْع، الذي تستضيفه الجمعية الوطنية للحفاظ على اَلسَّمْع.
تُقدم جائزة الأمن في الصوت كل عام في مؤتمر إن إتش سي إي. قُدمت الجوائز الافتتاحية في عام 2009، وكان من بين الحاصلين على الجوائز شركة دومتار بيبر وبرات وويتني (Pratt & Whitney) لقطاع التصنيع. ومونتغمري (أوهايو) لِقطاع خدمات الماء، وسينسافونيكس لحفظ اَلسَّمْع.
فيما يخص الابتكار، أفاد العديد من الحاصلين على الجوائز بأن التحكم في الضوضاء هو إستراتيجية وقائية أولية فعالة من حيث التكلفة، وأن نتائجهم شجعتهم على توسيع اعتماد وتنفيذ بدائل التحكم في الضوضاء.
تُشمل هذه الأساليب مبادرات "Buy-Quiet" و«الهدوء من التصميم». هذه هي البرامج التي توجه المشترين لمقارنة مستويات انبعاث الضوضاء لنماذج مختلفة من المعدات، وحيثما أمكن، تحدد الطراز الأكثر هدوءاً.

## الفئات

### جائزة التميز
تَهْدِف جائزة الأمن في الصوت ومنع فقدان السمع إلى تَكْرِيم تطبيقات منع فقدان السمع الرائعة في مكان العمل. جرى تقسيم هذه الجائزة في البداية إلى ثلاث جوائز محتملة بناء على القَطاع الذي يعمل فيه المشروع: البناء وَالتَّصْنِيع وَالْخِدْمَة.
في عام 2016، بدأ قبول طلبات الحصول على الجائزة من جميع القطاعات اَلصِّنَاعِيَّة.

#### جائزة الابتكار
يمكن مَنحَ جائزة الابتكار في الوقاية من فقدان السمع للأفراد أو المنظمات التي تتصدىٰ لِلتَّحَدِّيَات في الوقاية من فقدان اَلسَّمْع في مكان العمل بطريقة مبتكرة. قد يشمل النظر في هذه الجائزة إلى التطورات في مجالات السياسة، وتطوير/ تنفيذ البرنامج، والتوعية.
يتعرض أعضاء طاقم محطة الفضاء الدولية للضوضاء على مدار 24 ساعة في اليوم، سبعة أيام في الأسبوع، إذ يبلغ متوسط مدة البعثات الحالية 6 أشهر. لا تقتصر المخاوف بشأن التعرض للضوضاء على مخاطر تأثيرات السمع، ولكن أيضًا على صحة الطاقم وأدائه في شكل تداخل للنوم والتواصل، وانخفاض سماع الإنذار. تعمل مجموعة العمل الفرعية الصوتية مع رواد الفضاء لمراقبة مستويات الضوضاء في المحطة الفضائية، وتحديد المهام أو المعدات المزعجة لمخزون مخاطر الضوضاء، واختبار المعدات لمستويات الضوضاء قبل إرسالها إلى السفينة، وتطوير وتنفيذ حلول لتقليل الضوضاء المستويات، توصي بأجهزة حماية السمع لتقليل تعرض الطاقم للضوضاء وإجراء اختبار قياس السمع قبل وأثناء (في المدار) وبعد الرحلات.
موقع أوغسطين في هذا الموقع، تجاري شركة نورثروب غرومان مراقبة مستمرة للضوضاء، تنفذ ضوابط الضوضاء.
يبني إستراتيجيات الشراء الهادئ في شراء المعدات والأدوات الجديدة، يوفر عدة بدائل الأجهزة حماية السمع واختبار ملاءمة حماية السمع مع التدريب الفردي الدوري المصاحب، توفر أحدث أجهزة حماية السمع الإلكترونية المعززة بالاتصالات، يحلل بعناية نتائج قياس السمع النقية بهدف تحديد التغييرات المبكرة، وأخيرًا تحسين تدريبهم باستمرار لضمان الملاءمة. يشارك الموظفون على جميع المستويات في المبادرات.
هناك فئتان رئيسيتان من جوائز الأمن في الصوت هي جائزة التميز وجائزة الابتكار.
الخطر المهني هو الخطر الذي يتم التعرض له في مكان العمل. يشمل هذا العديد من أنواع المخاطر، بما في ذلك المخاطر الكيميائية، والأخطار البيولوجية (المخاطر البيولوجية)، والمخاطر النفسية والاجتماعية، والمخاطر الجسدية.
في الولايات المتحدة، يقوم المعهد الوطني للسلامة والصحة المهنية (نيوشو) بإجراء تحقيقات وأبحاث في مكان العمل تتناول مخاطر الصحة والسلامة في مكان العمل مما يؤدي إلى وضع إرشادات. تضع إدارة السلامة والصحة المهنية (أوشا) معايير قابلة للتنفيذ لمنع الإصابات والأمراض في مكان العمل. في الاتحاد الأوروبي، يتم أخذ دور مماثل من قبل أي يوم - أوشى.